# Équipe d'Australie de rugby à XV à la Coupe du monde 1995
L'équipe d'Australie de rugby à XV à la Coupe du monde 1995 est battue en quart de finale par l'équipe d'Angleterre.

## Liste des joueurs
Les joueurs suivants ont joué pendant cette coupe du monde 1995.

### Première ligne
- Dan Crowley
- Michael Foley
- Phil Kearns
- Ewen McKenzie
- Tony Daly
- Mark Hartill

### Deuxième ligne
- John Eales
- Rod McCall
- Warwick Waugh

### Troisième ligne
- David John Wilson
- Willie Ofahengaue
- Tim Gavin
- Ilivasi Tabua
- Daniel Manu

### Demi de mêlée
- George Gregan
- Peter Slattery

### Demi d’ouverture
- Michael Lynagh
- Scott Bowen

### Trois-quarts centre
- Jason Little
- Tim Horan
- Dan Herbert

### Trois-quarts aile
- Joe Roff
- David Campese
- Damian Smith

### Arrière
- Matt Burke
- Matt Pini